# Popis hrvatskih veleposlanika u Latviji
Republika Hrvatska i Republika Latvija održavaju diplomatske odnose od 14. veljače 1992. Sjedište veleposlanstva je u Stockholmu.

## Veleposlanici
Hrvatska nema rezidentno veleposlanstvo u Latviji. Veleposlanstvo Republike Hrvatske u Kraljevini Švedskoj pokriva Republiku Litvu i Republiku Latviju.
| Veleposlanik      | Postavljenje      | Opoziv              | Sjedište  |
| ----------------- | ----------------- | ------------------- | --------- |
| Damir Perinčić    | 2. ožujka 1994.   | 1. rujna 1996.      | Stockholm |
| Mladen Ibler      | 14. travnja 1997. | 31. listopada 1999. | Stockholm |
| Branko Caratan    | 26. travnja 2001. | 31. listopada 2004. | Stockholm |
| Svjetlan Berković | 18. srpnja 2005.  | 8. veljače 2009.    | Stockholm |
| Vladimir Matek    | 10. ožujka 2009.  | 31. srpnja 2013.    | Stockholm |
| Anica Djamić      | 22. srpnja 2014.  | 30. rujna 2018.     | Stockholm |
| Siniša Grgić      | 26. veljače 2019. |                     | Stockholm |

## Vanjske poveznice
- Latvija na stranici MVEP-a